# Sucralfato
Il sucralfato è un agente citoprotettivo utilizzato principalmente per la cura delle ulcere duodenali e dell'ulcera gastrica.
È un complesso formato da saccarosio octasolfato e idrossido di polialluminio. Tale composto si lega alla mucosa gastrica creando una barriera fisica che la protegge. Inoltre il sucralfato presenta un'elevata affinità per le proteine della mucosa gastrica, specialmente in caso di ulcera.

## Meccanismo d'azione
Il Sucralfato è una sostanza che agisce localmente e che in ambiente acido (pH <4) reagisce con l'acido cloridrico nello stomaco per formare un materiale viscoso in grado di agire da tampone acido.
Si lega anche alle proteine sulla superficie delle ulcere (come albumina e fibrinogeno) presenti in alte concentrazioni nelle lesioni della mucosa, formando ponti polivalenti tra i polianioni sucralfati caricati negativamente e le proteine caricate positivamente. Il sucralfato si lega anche alla mucosa non ferita e si ritiene che eserciti un simile effetto "barriera" sulla mucosa rigenerata e normale.
Altri possibili meccanismi per l'effetto antiulcera del sucralfato comprendono l'esaurimento di acido, pepsina e sali biliari dalla secrezione gastrica Queste proprietà del sucralfato consentono al farmaco di agire da barriera fisica efficace.
Recentemente, si è pensato che il sucralfato stimoli anche la produzione di prostaglandina E2, fattori di crescita epidermica (EGF) e muco gastrico.

## Farmacocinetica
Sia l'alluminio presente che il principio attivo come tale sono assorbiti nell'intestino per meno del 3%. La quota rimanente è escreta con le feci.

## Usi medici
Il sucralfato è usato per il trattamento delle ulcere duodenali attive non correlate all'uso di farmaci anti-infiammatori non steroidei (FANS), in quanto il meccanismo alla base di queste ulcere è dovuto all'eccesso di secrezione acida. È usato per trattare e prevenire il ritorno delle ulcere duodenali (ulcere situate nella prima parte dell'intestino tenue). Il trattamento con altri farmaci, come gli antibiotici, può anche essere necessario per trattare e prevenire il ritorno di ulcere causate da un certo tipo di batteri (Helicobacter pylori).
L'uso di sucralfato nella malattia da ulcera peptica è diminuito recentemente, ma è ancora l'agente preferito per la prevenzione delle ulcere da stress.
Nella formulazione rettale è stato usato anche nella terapia delle ulcere solitarie del retto e della proctide attinica. 
Inoltre lega i sali biliari, e per questo a volte è utilizzato in pazienti con gastrite biliare o esofagiti.

## Vie di somministrazione e posologia
Il Sucralfato può essere sotto forma di pastiglia o liquido, da assumere per via orale. Se si sta assumendo per trattare le ulcere gastriche, di solito le compresse o il liquido (contenuto di principio attivo: 1 grammo) si assumono quattro volte al giorno. Se si sta prendendo per evitare una recidiva, si assumono le compresse solo due volte al giorno. 
Deve essere ingerito a stomaco vuoto, 2 ore dopo o 1 ora prima dei pasti, circa alle stesse ore del giorno. Si attiva in ambiente acido, quindi bisogna evitare di prendere antiacidi nei 30 minuti precedenti e successivi alla somministrazione di Sucralfato.
Questo medicinale deve essere assunto regolarmente per essere efficace. Potrebbero essere necessarie fino a 8 settimane per la guarigione delle ulcere.

## Effetti collaterali
Il più comune effetto collaterale osservato è la stitichezza (2-3% dei casi).
Visto che è assorbito in minima parte, gli effetti sistemici non sono così frequenti. 
In pazienti con insufficienza renale dovrebbe essere evitato un prolungato utilizzo di Sucrlafato perché potrebbe verificarsi un accumulo di Alluminio. Inoltre in questi casi è da evitare un concomitante utilizzo di altri antiacidi che contengano alluminio.
Data la consistenza viscosa del gel che produce in alcuni casi, soprattutto in pazienti con gastroparesi, può causare lo sviluppo di bezoar.
Altri effetti collaterali possono essere:
- diarrea, flatulenza, nausea, vomito, senso di pienezza gastrica;
- secchezza della bocca;
- eruzione cutanea e prurito;
- vertigini;
- insonnia;
- mal di testa (cefalea);
- dolori lombari;
- reazioni di tipo allergico, tra cui irritazioni della pelle (orticaria), gonfiore specialmente intorno a bocca e occhi (angioedema), difficoltà respiratorie e raffreddore allergico (rinite).[6]

## Interazioni con altri farmaci
Nello stomaco il sucralfato forma uno strato viscoso che può diminuire l'assorbimento di alcune molecole, ad esempio fenitoina, antibiotici fluorochinolonici, digossina, cimetidina, ketoconazolo. Per questo motivo sarebbe bene assumere Sucralfato almeno due ore dopo la somministrazione di questi farmaci.

## Studi clinici
Confronto tra Sucralfato e Inibitori di pompa protonica/antagonisti del recettore H2 per la profilassi dell'ulcera da stress
I pazienti critici sono sottoposti ad uno stress fisiologico tremendo che li predispone a sviluppare l'ulcerazione della mucosa superiore gastrointestinale. 
La maggior parte delle ulcere da stress sono asintomatiche e possono essere trovate nel 60-100% dei pazienti critici mediante esame endoscopico.
Il sanguinamento da ulcere da stress è associato a mortalità significativa soprattutto quando causa compromissione emodinamica, e la profilassi dell'ulcera da stress (SUP) è una pratica comune nei pazienti critici a rischio di emorragia gastrointestinale.
Una recente meta-analisi di studi clinici randomizzati ha mostrato che il SUP, con inibitori della pompa protonica (PPI) o antagonista del recettore dell'istamina 2 (H2RA), può ridurre il rischio di sanguinamento gastrointestinale rispetto al placebo. D’altro canto, recenti studi osservazionali hanno suggerito che l'uso della terapia soppressiva acida potrebbe aumentare il rischio di infezione. Infatti l’ambiente meno acido può facilitare la crescita di agenti patogeni nel tratto gastrointestinale. 
Al contrario, il sucralfato non altera la secrezione acida gastrica e agisce formando una barriera protettiva. L'uso di sucralfato ha portato a una riduzione assoluta del 3,4% della polmonite acquisita in terapia intensiva ed a 1,6% di aumento assoluto nel sanguinamento gastrointestinale. 
La scelta dell'agente profilattico appropriato dovrebbe dipendere dall'entità del beneficio o del danno associato a questi diversi agenti profilattici.
Il sucralfato può essere una scelta saggia nei centri di terapia intensiva in cui la polmonite acquisita è frequente, o quando si ricerca protezione gastrica senza voler intaccare il PH.

## Gravidanza ed allattamento

### Gravidanza
Si è testato l'effetto teratogeno del sucralfato in modelli animali, e non è stato rivelato sebbene sia stato somministrata una dose 50 volte superiore rispetto a soggetti umani. In uno studio condotto in Italia sulla sicurezza dell'uso di sucralfato in gravidanza, sono state somministrate a 42 donne 3 dosi da 1g al giorno di sucralfato per un mese. Non si è registrato nessun effetto collaterale materno o fetale. 
In uno studio di sorveglianza tra il 1985 e il 1992 in cui sono state esaminate 229101 gravidanze, i difetti alla nascita sono stati osservati solo in 5 di 185 neonati che erano esposti a sucralfato durante il primo trimestre: questo tasso è sotto quello atteso di difetti alla nascita (5/185 vs 8/185).

### Allattamento
I dati sul passaggio di sucralfato nel latte materno sono insufficienti. Tuttavia, visto che l’assorbimento del farmaco è minimo, anche il suo 
passaggio nel latte sarà irrilevante.